# Мостова вулиця (Херсон)
Мостова́ ву́лиця — вулиця, розташована в Корабельному районі Херсона. Сполучає вулиці Нижню та Веселу.
Сформувалася в першій половині XIX ст. під назвою Мостова, оскільки у той час була замощена її невелика ділянка. Після Другої світової війни отримала назву на честь більшовицького діяча Миколи Доброхотова. Історичну назву вулиці було повернено у 2016 році.
Мостова — типова околична вулиця старого міста. Тут переважає індивідуальна забудова — несхожі один на іншій будинки, оточені зеленню. Побудована в 1842 р. церква Миколи чудотворця (буд. № 31) є пам'яткою архітектури. Церква зведена в стилі класицизму, має зі східного та західного боків чотирьохколонні портики тосканського ордера.
На Забалковському кладовищі, через яке проходить вулиця, в 48 могилах поховано 108 солдатів і 12 радянських офіцерів, загиблих в 1944 році в боях з нацистами.

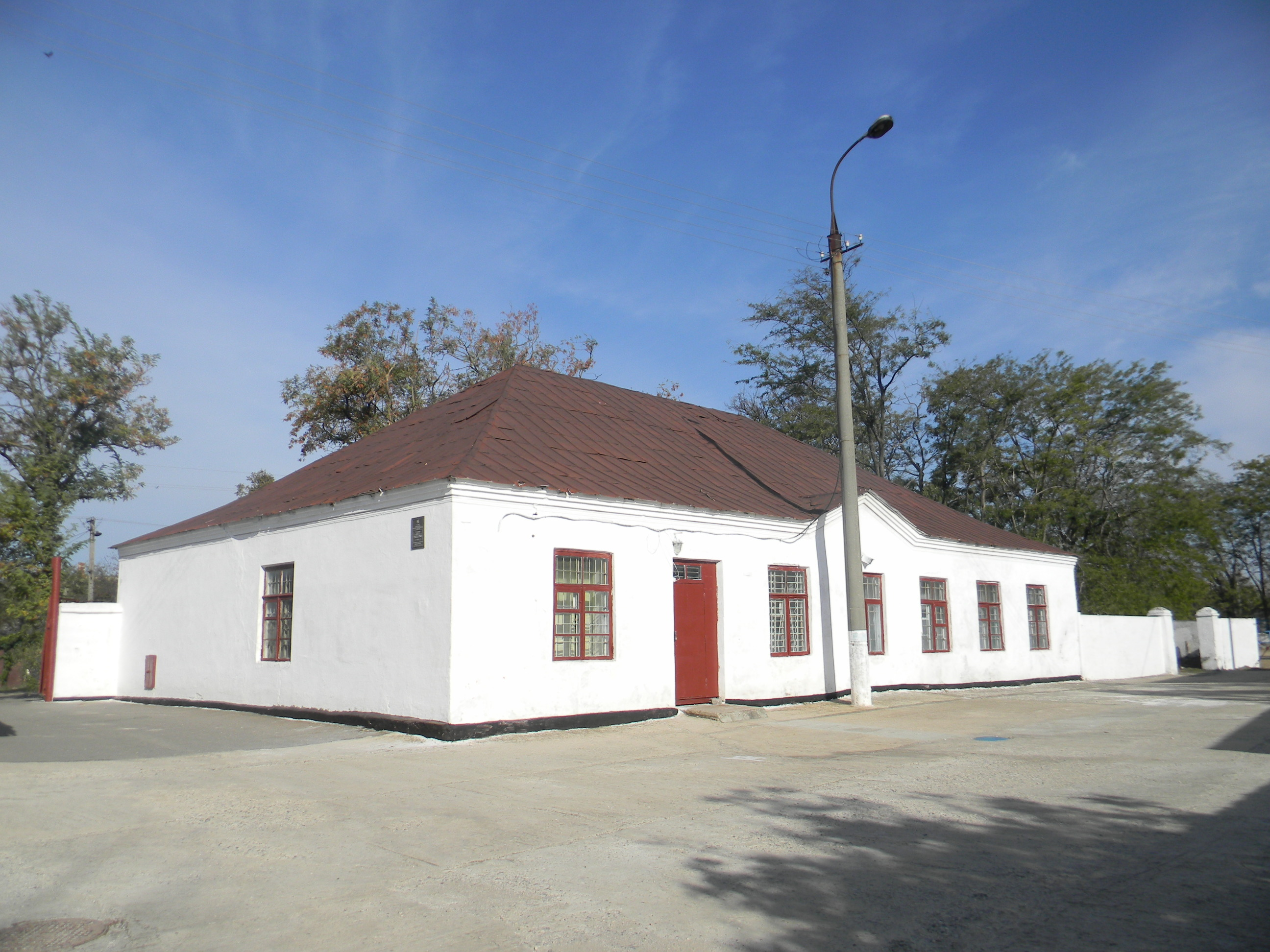
Будинок, у якому в період Кримської війни розміщувався військовий шпиталь

У кутовому будинку, на перетині вулиць Мостової та Сухарної, знаходиться школа № 5. В період Кримської війни (1853–1856 рр.) в цій будівлі розміщувався один з херсонських шпиталів, куди доставляли поранених з Севастополя. Тому поблизу нього, у буд. № 16, збереглися залишки братської могили, в якій ховали померлих від ран і хвороб.